# The Best Damn Thing (cântec)
The Best Damn Thing este cel de-al patrulea și ultimul disc single extras de pe albumul omonim al cântăreței de origine canadiană Avril Lavigne. Cântecul a fost lansat în iunie 2008; deși a beneficiat de promvoare adiacentă, piesa nu s-au bucurat de succesul scontat.